# Perličkovití
Perličkovití (Numididae) je čeleď středně velkých hrabavých ptáků. Čeleď tvoří 4 rody, všechny mají stejné české jméno perlička.

## Zařazení
Čeleď perličkovití byla ještě donedávna zahrnuta do čeledi bažantovitých, kde byla považována za pouhou podčeleď. Morfologická a molekulární analýza však objasnila vzájemné vztahy a potvrdila samostatnost této čeledě.

## Výskyt
Perličky jsou původem ze subsaharské Afriky, kde jsou rozšířené od západu ze Senegalu na východ po Somálsko a na jih do Jihoafrické republiky a Madagaskar. Obývají suché stepi, lesostepi, i tropické pralesy. Žijí také v oblastech s obdělávanou zemědělskou půdou. Jednotlivé druhy jsou však vázány na určitý druh biotopu.
Do Evropy se dostaly v období Římské říše, po jejím rozpadu chov zanikl. Opětovně je přivezli až Španělé v 15. století, perličky se rozšířily a byly domestikovány v zemích západní Evropy i v Americe. Byly dovezeny také na mnohé ostrovy (Kapverdy, Asunción, Svatá Helena, Kuba, Jamajka, Haiti), kde se aklimatizovaly a záhy zdivočely.

## Popis
Jsou to ptáci velcí 40 až 70 cm a vážící od 0,7 po 1,6 kg. Zobáky mají krátké a tlusté, nohy silné s  různě velkými drápy a ostruhami. Ocas je krátký a svěšený dolů. Mnohým z přední částí hlavy u zobáku visí chrupavčité laloky, na hlavě mají vysoký výrůstek. Hlavu a krk nemají pokrytou peřím, tato oblast slouží k ochlazování arteriální krve proudící směrem nahoru od srdce k mozku. Peří mají převážně tmavé se světlými skvrnami, některé mají na hlavě pernatou chocholku. Samci se podobají samicím, i když jsou větší a těžší.
Kromě pravidelného napájení a sběru potravy v časném dopoledni a pozdním odpoledni se věnují koupelí v lehké, prašné půdě pro zbavení parazitů v peří. Během poledního horka jsou ve stínu, za soumraku se vracejí do svých úkrytů, hřadují obvykle na větvích stromů. Perličky žijí mimo dobu líhnutí a výchovy kuřat ve skupinách po 10 až 100 kusech. Jsou to ptáci velice ostražití, snaží se před nebezpečím útěkem nebo krátkým letem ukrýt do křovin.
Jsou to všežravci, kteří se v období rozmnožování živí především hmyzem, kobylkami a termity, jinak semeny, drobnými plody a čerstvými výhonky rostlin. Pokud žijí v blízkosti polí s oblibou vybírají ze země zasetá obilná zrna.

## Rozmnožování
V době rozmnožování, zpravidla v období dešťů po němž bývá více potravy, žijí perličky v párech. Samice snese do plytkého hnízda 10 až 20 vajec na kterých sedí 25 dnů. Vylíhnutá kuřata jsou schopna již sama zobat drobný hmyz, semínka a oštipují rostliny. Vodí je oba rodiče, prvé dny je kvočna na noc schovává pod peří, asi po 14 dnech jsou kuřata schopna vyletět na větve, kde přespávají. Osamostatní se zhruba po dvou měsících.

## Ohrožení
Kromě lidí, kteří je odedávna loví a sbírají jejich vejce, jsou nejvíce ohrožovány dravými ptáky, kočkovitými nebo psovitými šelmami a hady. Přesto nejsou o jejich budoucnost ve volné přírodě obavy, jejich stavy jsou hojné a jednotlivé druhy jsou rozšířeny v rozlehlých areálech. Výjimkou je perlička červenohlavá, vyskytující se jen v Sieře Leone, Ghaně, Libérii a Pobřeží slonoviny, která je podle IUCN zařazena v kategorii zranitelný druh.

## Taxonomie
Čeleď perličkovití se dělí na 4 rody a 7 druhů z nichž některé dále tvoří více poddruhů.
- rod Acryllium G. R. Gray, 1840
  - perlička supí (Acryllium vulturinum) (Hardwicke, 1834)
- rod Agelastes Bonaparte, 1850
  - perlička červenohlavá (Agelastes meleagrides) Bonaparte, 1850
  - perlička černá (Agelastes niger) (Cassin, 1857)
- rod Guttera Wagler, 1832
  - perlička lesní (Guttera plumifera) (Cassin, 1857)
  - perlička chocholatá (Guttera pucherani) (Hartlaub, 1861)
- rod Numida Linnaeus, 1766
  - perlička kropenatá (Numida meleagris) (Linnaeus, 1758)
    - perlička kropenatá domácí Numida meleagris f. domestica

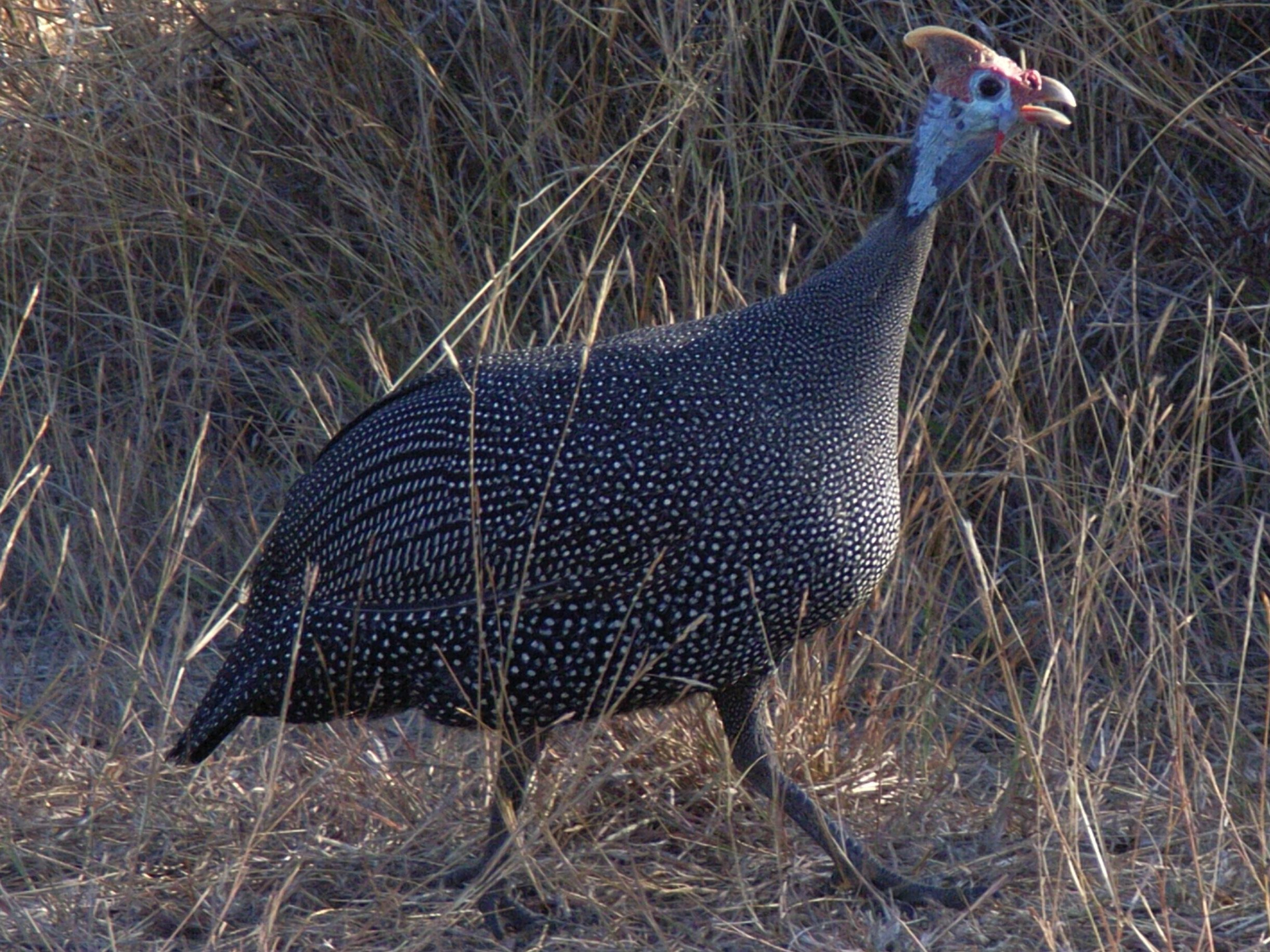
Perlička kropenatá
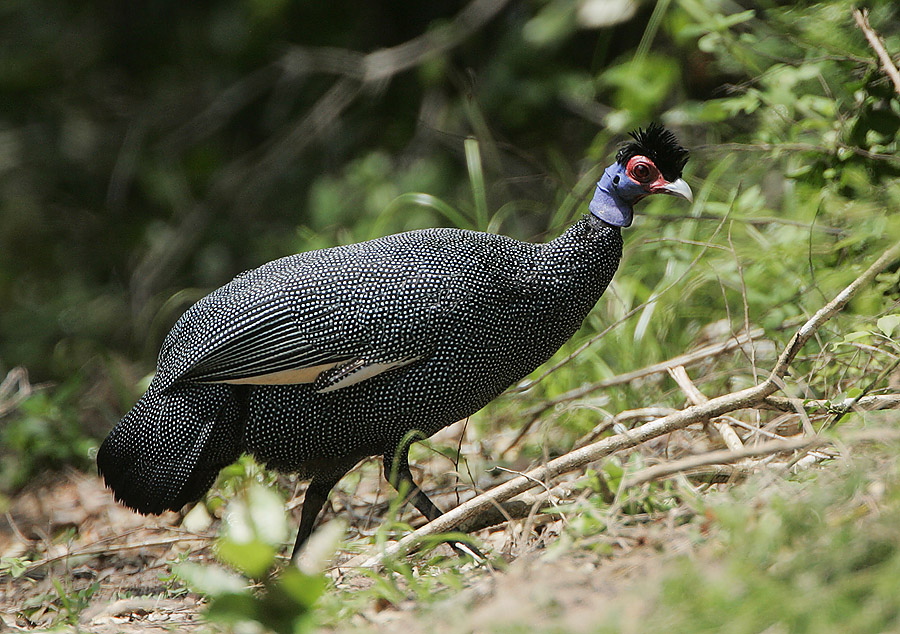
Perlička chocholatá
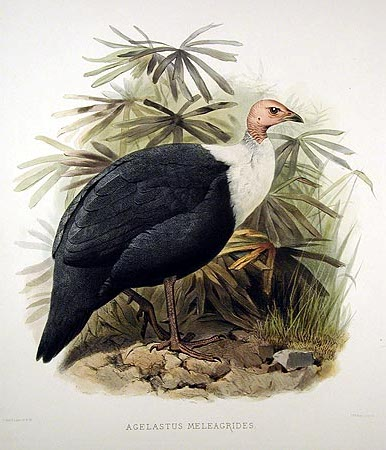
Perlička červenohlavá
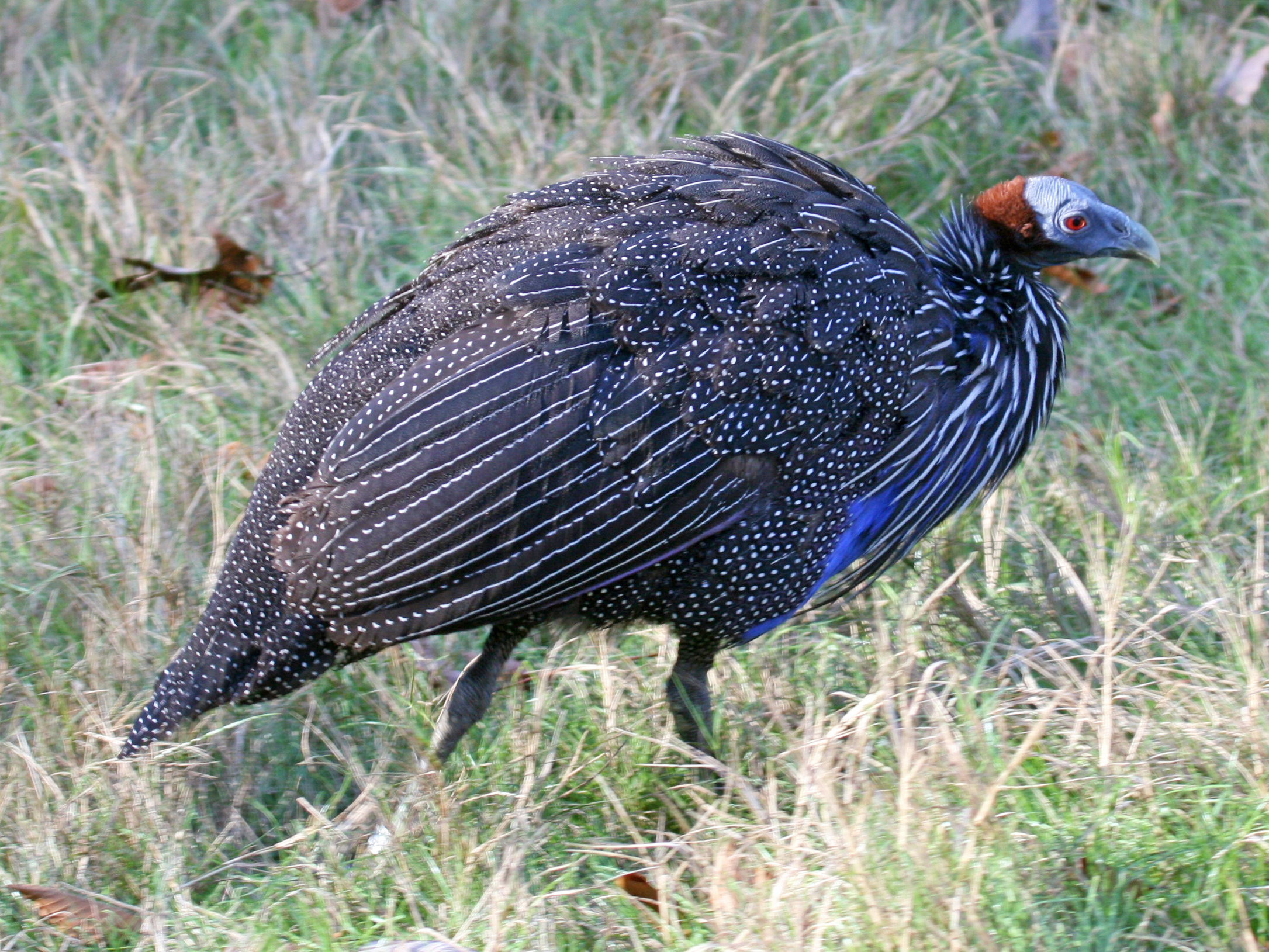
Perlička supí